# بيير بودان
بيير بودان (بالفرنسية: Pierre Bodin)‏ هو لاعب كرة قدم فرنسي، ولد في 23 مارس 1934 في La Forêt-sur-Sèvre ‏ في فرنسا. لعب مع نادي تور.

## وصلات خارجية
- بيير بودان على موقع قاعدة بيانات كرة القدم.إي يو (الإنجليزية)
- بيير بودان على موقع عالم كرة القدم.نت (الإنجليزية)
- بيير بودان على موقع أوليمبيديا (الإنجليزية)